# Henrik Himmerich Grotum
Henrik Himmerich Grotum (1. august 1685 – 19. november 1768) var borgmester i Aalborg.
Han var søn af overkøbmand i Aalborg Jens Nielsen Himmerich, men antog sin moders stedfaders slægtnavn, blev student fra Aalborg Katedralskole 1703 og tog teologisk eksamen 1705; studerede derefter jurisprudens og blev 1715 viceborgmester, 1728 borgmester og 1730 øverste borgmester i Aalborg, 1736 kancelliråd, 1755 justitsråd. 1737-55 ejede han Havbrogård i Års Herred, og 1745 købte han Klitgård. Han gjorde sig fortjent af Aalborg by ved at stifte en dansk skole, til hvilken han gav en gård i byen. Han døde 19. november 1768 og rostes da af samtiden som en kundskabsrig, arbejdsom, dygtig og uegennyttig embedsmand; men da hans bo blev gjort op, viste det sig, at der af de kirker, skole- og fattigvæsen tilhørende kapitaler, som han havde bestyret, manglede 2624 rigsdaler, som boet ikke kunne udrede. Han var gift 1. gang (1713) med Inger Margrethe f. Weiersleff (død 1720) og 2. gang med Sidsel Hansdatter født Popp (død 1735) af en kendt aalborgsk købmandsslægt.